# Горлади, Мануэл
Мануэль Горланди (порт. Manuel Gourlade; 25 октября 1872, Лиссабон — 1 января 1944, Камполиде) — португальский футбольный тренер, один из основателей и первый наставник клуба «Спорт Лисбоа» («Бенфика»).

## Биография
Родился в Лиссабоне в обеспеченной семье. Учился в благородном пансионе Карвальо, затем работал в фармакологической компании Fármacia Franco, где и состоялась встреча для подписания акта об основании клуба «Спорт Лисбоа». Правлением клуба он был назначен на пост в казначействе.
На средства Горлади был куплен мяч из крикетного клуба Лиссабона за 150 португальских реалов, переведённыё на португальский язык футбольные правила (2500 реалов), судейский свисток, заказанный из Лондона и ещё три запасных мяча. На протяжении двух сезонов руководил клубом; в 16 матчах, одержал 8 побед и 8 поражений. В 1908 году его место занял Косме Дамиан, ранее выступавший за лиссабонский клуб.
До конца жизни оставался близок к футбольному клубу «Бенфика». Скончался в бедности в фрегезии Камполиде, округ Лиссабон.